# Mascha und Dascha Kriwoschljapowa
Marija „Mascha“ und Darja „Dascha“ Iwanowna Kriwoschljapowa (* 3. Januar 1950; † 17. April 2003 in Moskau) waren zwei siamesische Zwillingsschwestern (Ischiopagus tripus).

## Leben
Mascha und Dascha wurden am 3. Januar 1950 in einem Ort bei Moskau geboren. Die Geburt der Mädchen gestaltete sich kompliziert. Schon bald nach ihrer Geburt wurden die Mädchen von ihrer Mutter, Jekaterina Kriwoschljapowa, getrennt; der Mutter wurde mitgeteilt, ihre Töchter seien „Monster“ (урод) und seien verstorben. Besuche durch die Mutter wurden verhindert. Sie schaffte es ein einziges Mal, ihre Töchter zu besuchen, heimlich, in der Nacht, mit Hilfe einer angestellten Putzfrau. Das Besuchsverbot diente dazu, das weitere Schicksal der Mädchen zu verschleiern. Erst 1985 gelang es der Mutter Kontakt mit ihren Töchtern aufzunehmen.
Noch im Babyalter wurden die Mädchen in das Moskauer Institut für Kinderheilkunde verlegt, in dem der Physiologe und Hirnforscher Pjotr Anochin an ihnen Experimente vornahm. Diese umfassten unter anderem schmerzhafte Stiche mit langen, spitzen Nadeln; Versuche mit kochend heißen Milchfläschchen; Versuche mit Hunger; Versuche mit Schlafentzug; tägliche Blutabnahmen; Versuche mit Abkühlung der Körpertemperatur sowie tägliche Entnahme von Magensaft. Die Versuche dauerten ungefähr sechs Jahre an.
Die Experimente brachten zutage, dass jedes der Mädchen die jeweilige Körperhälfte kontrollierte; durch den gemeinsamen Körper führte eine Art Trennlinie, die das Nervensystem in zwei Teile teilte. Der eine Teil gehörte zu Mascha, der andere zu Dascha. Die Mädchen verspürten nur auf „ihrer“ Seite Schmerz, Blasendrang und Berührung. Das dritte, gemeinsame Bein, das sich im Mutterleib nicht rechtzeitig getrennt hatte und nach hinten abstand, gehörte zu Mascha. Es diente den Schwestern beim Laufen dazu, das Gleichgewicht zu halten. Später wurde das Bein amputiert.
Aus dieser Zeit stammte ein sowjetischer Dokumentarfilm, der lange unter Verschluss gehalten wurde.
Nach Beendigung der Versuche wurden die Mädchen in das Krankenhaus des Moskauer Zentralinstituts für wissenschaftliche Prothetik verlegt. Dort brachten die Krankenschwestern und Pflegerinnen ihnen unter anderem auch das Gehen und selbstständige Essen bei, wobei sich die Schwestern anfangs immer wieder in die Quere kamen, denn Mascha war Linkshänderin und Dascha Rechtshänderin. Außerdem lernten die Mädchen, selbstständig zu rennen, Dreirad zu fahren und auf Bäume zu klettern; bis zum neunten Lebensjahr besuchten sie die Schule.
Im Alter von neun Jahren hatte Dascha ein Erlebnis, das sie schockierte: Sie sah zum ersten Mal ihr Spiegelbild und erfuhr somit auch, wie andere Menschen sie sahen. Von diesem Augenblick an mieden die Schwestern Begegnungen mit der Öffentlichkeit wegen der Schaulustigen und deren abfälligen Bemerkungen.
Mascha und Dascha hatten komplett gegensätzliche Charaktere entwickelt: Während Mascha dominant war und als Raufbold galt, war Dascha zurückhaltend, empfindsam, still, konnte sich sprachlich besser ausdrücken und entwickelte ein Interesse für Mathematik.
Im Alter von 14 Jahren wurden die Mädchen auf eigenen Wunsch in ein Internat für behinderte Kinder und Jugendliche in Novocherkassk in Südrussland verlegt, wo sie sich trotz mangelhafter Ausstattung wohlfühlten. Dort hatte Dascha ihre erste Beziehung zu einem Jungen, Slawa, der mit Muskeldystrophie im Rollstuhl saß. In ihrer Eifersucht stieß Mascha den Jungen mitsamt Rollstuhl ins Gebüsch.
Spätestens mit 18 Jahren wurden Menschen mit Behinderungen in der Sowjetunion in Altersheime abgeschoben – für die Mädchen ein albtraumhaftes Erlebnis, denn in ihrem Heim waren zumeist alte Frauen untergebracht, die immer wieder die Tür aufrissen und die Zwillingsmädchen anstarrten. Aufgrund der Suizidgefahr war der Besitz von spitzen Gegenständen (Nadeln, Nähzeug, Scheren u. v. m.) und Feuerzeugen verboten; das Personal stahl; viele Heiminsassen, darunter auch Mascha und Dascha, verfielen dem Alkohol.
Erst während der Zeit von Glasnost und Perestroika konnten sich die Zwillinge an das russische Fernsehen wenden, nachdem ihre schriftlichen Bitten um Verlegung jahrelang ignoriert worden waren. Endlich wurden die Zwillinge verlegt. Sie erhielten ein 25 Quadratmeter großes Zimmer in einem staatlich finanzierten Heim, mit Toilette, Dusche und Telefon. Musikanlage, Farbfernseher und Videorecorder wurden durch Spendengelder finanziert.
1993 unternahmen die Zwillinge eine private zehntägige Reise nach Deutschland; dort erlebten sie zum ersten Mal Barrierefreiheit und Respekt vor Menschen mit Behinderungen.
Die Zwillinge versuchten erfolglos, ihre Alkoholabhängigkeit loszuwerden, unter anderem durch Akupunktur, Hypnose und Ampullen, die unter die Haut eingepflanzt wurden.
In den letzten Jahren mieden die Zwillinge aufgrund der massiven Diskriminierung die Öffentlichkeit, hörten Musik von Modern Talking und lasen Romane über den Zweiten Weltkrieg.
Am 13. April 2003 begann Mascha, über Rückenschmerzen zu klagen; am 17. April starben beide Zwillinge in einem Moskauer Krankenhaus. Zum Zeitpunkt ihres Todes waren sie die ältesten lebenden siamesischen Zwillinge der Welt und sind immer noch die ältesten weiblichen siamesischen Zwillinge aller Zeiten.
Ihre Asche wurde auf dem Nowodewitschi-Friedhof (Новоде́вичье кла́дбище, zu Deutsch „Neujungfrauenfriedhof“) beigesetzt.

## Zitate
„Seit 49 Jahren leben sie in einem Körper und sind doch verschieden wie Tag und Nacht: die siamesischen Zwillinge Masha und Dasha. Rebellisch und kämpferisch die eine, sanft und beliebt die andere. Sie erzählen von ganz unterschiedlicher Warte aus von ihrem einen, unlösbar verknüpften Leben, den dramatischen Verhältnissen, unter denen sie in Russland aufwuchsen, und dem Denken und Fühlen siamesischer Zwillinge.“

„Rezensionsnotiz zu 'Süddeutsche Zeitung', vom 31. 3. 2000: Fasziniert und gleichermaßen entsetzt äußert sich Bettina Ehrhardt über die hier aufgezeichnete Lebensgeschichte der siamesischen Zwillinge Masha und Dasha, die zwar über jeweils eigene Nerven- und Verdauungssysteme, aber nur einen Blutkreislauf verfügen. Entsetzt ist die Rezensentin nicht über das Buch, sondern über das Leben, das den beiden bisher zugemutet wurde. Ihre Autobiografie gibt auch Aufschluss über den Umgang mit Körperbehinderten in der UdSSR. Angefangen von der Tatsache, dass ihrer Mutter erzählt wurde, sie seien gestorben, über grausame Menschenversuche, die an den Zwillingen durchgeführt wurden bis hin zu ihrer Abschiebung in ein Altenheim und der „Monster“-Sensationsgier der Bevölkerung: „Eine verstörende Geschichte, vom Kampf um Würde und Menschlichkeit und Normalität“ biete sich hier dem Leser. Die Autorin versuche dabei, so die Rezensentin, sich so nah wie möglich an der Sprache der beiden Frauen zu orientieren.“

„Buch einer Journalistin enthüllt: Grausame Experimente an Siamesischen Zwillingen; vom 12.08.2017: ‚Moskau (Russland) – Mascha and Dascha Krivoshlyopova waren die ältesten lebenden Siamesischen Zwillinge der Welt. 2003 starben sie im Alter von 53 Jahren. In ihrer Kindheit wurden sie von russischen Wissenschaftlern für Experimente missbraucht.‘; ‚Das ganze Ausmaß des Martyriums der durch Mutation verbundenen Zwillinge und ihre unterschiedlichen Charaktere beschreibt die Journalistin Juliet Butler in ihrem jetzt veröffentlichten Buch: ‚The Less You Know the Sounder You Sleep‘ (Je weniger du weißt, desto gesünder ist dein Schlaf).‘ … Die Journalistin hatte sich mit den Zwillingen angefreundet, deren Persönlichkeiten unterschiedlicher nicht hätten sein können. … Mascha sei gemein gewesen, eine Psychopathin, die Dascha emotional missbraucht habe, sagt Juliet Butler. ‚Normale Menschen können aus solchen Beziehungen fliehen – Dascha war Mascha ausgeliefert‘, sagte Butler der ‚Dailymail‘.“